# Hans Niels Jahnke
Hans Niels Jahnke (Wuppertal, 26 de julho de 1948) é um historiador da matemática alemão.
É desde 2006 co-editor do periódico Historia Mathematica.

## Obras
- Editor: Geschichte der Analysis. Spektrum Verlag, 1999 (também na tradução em inglês History of Analysis. American Mathematical Society, 2003, und als tschechische Übersetzung). Darin von Jahnke: Die algebraische Analysis des 18. Jahrhunderts.
- Mathematik und Bildung in der Humboldtschen Reform. Vandenhoeck und Ruprecht, 1990
- Editor com N. Knoche, M. Otte: History of Mathematics and Education – Ideas and Experiences. Vandenhoeck und Ruprecht, 1996
- Editor com M. Otte: Epistemological and Social Problems of Science in the early 19. Century. Reidel, Dordrecht, 1981
- Hilbert, Weyl und die Philosophie der Mathematik. Math.Semesterberichte Vol. 37, 1990, p. 157
- Editor com G. Hanna, H. Pulte: Explanation and Proof in Mathematics. Philosophical and Educational Perspectives, Springer Verlag 2010
- Numeri absurdi infra nihil. Die negativen Zahlen.., mathematik lehren, Heft 121, Dezember 2003, p. 21–22, 36–40
- Zum Verhältnis von Wissensentwicklung und Begründung in der Mathematik - Beweisen als didaktisches Problem, Materialien und Studien des IDM, Vol. 10, Bielefeld 1978
- The Relevance of Philosophy and History of Science and Mathematics for Mathematical Education, in: M. Zweng (Ed.): Proceedings of the Fourth International Congress on Mathematical Education, Boston 1983, 444–447
- Editor com M. Otte: Epistemological and Social Problems of the Sciences in the Early 19th Century, Dordrecht: Reidel, 1981
- Algebraische Analysis, in: Detlef Spalt (Ed.), Rechnen mit dem Unendlichen, Springer 1990, p. 103–122